# Hrabstwo Polk (Floryda)
Polk – hrabstwo w stanie Floryda w USA. Populacja liczy 602095  mieszkańców (stan według spisu z 2010 roku).
Powierzchnia hrabstwa to 5206 km², w tym 550 km² (10,6%) stanowią wody. W hrabstwie znajduje się mnóstwo jezior, w tym największe Lake Hancock (18,5 km²). Gęstość zaludnienia wynosi 124,01 osoby/km².

## Miejscowości
| - Auburndale - Bartow - Davenport - Dundee - Eagle Lake - Frostproof | - Fort Meade - Haines City - Highland Park (wieś) - Hillcrest Heights - Lake Alfred - Lake Hamilton | - Lake Wales - Lakeland - Mulberry - Polk City - Winter Haven |

## CDP
| - Alturas - Babson Park - Bradley Junction - Combee Settlement - Crooked Lake Park - Crystal Lake - Cypress Gardens | - Fussels Corner - Fuller Heights - Grenelefe - Homeland - Highland City - Inwood - Jan Phyl Village | - Kathleen - Lakeland Highlands - Loughman - Medulla - Wahneta - Waverly - Willow Oak |